# Estación de Espeluy
Espeluy es una estación de ferrocarril situada en el municipio español homónimo, en la provincia de Jaén, comunidad autónoma de Andalucía. Dispone de servicios de pasajeros de larga y media distancia operados por Renfe. Así mismo, las instalaciones cumplen también funciones logísticas.
La estación, inaugurada en la segunda mitad del siglo XIX, ha pasado a lo largo de su historia por manos de varios operadores. Históricamente, Espeluy ha constituido un nudo ferroviario en el que confluían dos líneas: Manzanares-Córdoba y Linares-Puente Genil. El complejo contó con edificios administrativos y viajeros, una amplia playa de vías, una reserva de locomotoras, etc. Además, con el paso de los años se fue formando un núcleo de población en torno a las instalaciones ferroviarias. No obstante, en los últimos tiempos la estación ha perdido importancia dentro de la red ferroviaria.

## Situación ferroviaria
La estación se encuentra situada en el punto kilométrico 340,9 de la línea férrea de ancho ibérico que une Alcázar de San Juan y Cádiz, entre las estaciones de Villanueva de la Reina y Mengíbar-Las Palomeras, y está a una altitud de 248,53 metros. El trazado es de vía única y está electrificado.
En sus cercanías se encuentra el inicio del ramal Espeluy-Jaén.

## Historia

### Los años de MZA y Andaluces
La estación fue abierta al tráfico el 1866 con la puesta en marcha del tramo Vilches-Córdoba de la línea que pretendía unir Manzanares con Córdoba. La inauguración de esta línea por parte de la compañía MZA fue de gran importancia para ella dado que permitía su expansión hacia el sur tras lograr enlazar con Madrid los dos destinos que hacían honor a su nombre —Zaragoza y Alicante—.
Desde 1881, con la construcción del tramo Espeluy-Jaén de la línea Linares-Puente Genil, la estación se convirtió en una bifurcación; en 1893 su posición ferroviaria se vio incrementada con la inauguración del ramal que iba a la estación de Linares-Zarzuela. A partir de ese momento la estación se convirtió en un importante nudo ferroviario, en el que se cruzaban las líneas de la MZA y de Andaluces. De hecho, en la misma estación coexistieron dos edificios de viajeros que permitían el trasbordo de pasajeros entre ambas líneas. Andaluces llegó a habilitar un puesto fijo de tracción para Espeluy, que disponía de rontonda giratoria y varias vías de servicio. Con el paso de los años en torno a las instalaciones ferroviarias se fue desarrollando un pequeño núcleo de población, denominado «Estación de Espeluy», siendo actualmente más grande esta localidad que el propio núcleo principal de Espeluy —con la cual comparte órganos de gobierno y administración eclesiástica—.

### Bajo RENFE y Adif

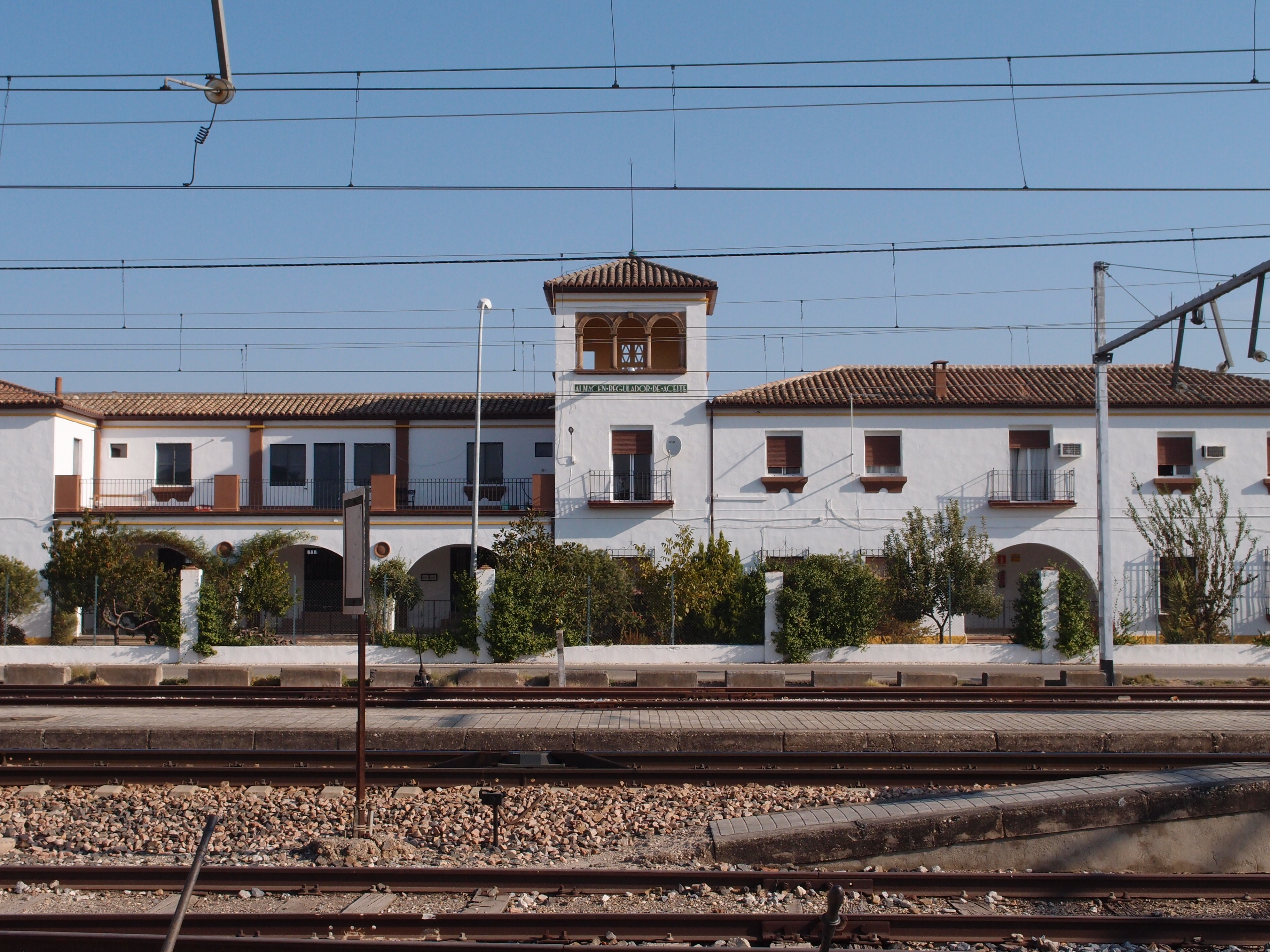
Edificios del almacén regulador, junto a la estación (2011).

En 1941, con la nacionalización de red de ancho ibérico, las instalaciones se integraron en la red de RENFE.  
Entre 1944 y 1949 el Sindicato Nacional del Olivo construyó junto a las instalaciones ferroviarias de Espeluy un almacén regulador de aceite, con una capacidad de unas 5000 toneladas. Para ello, procedió a habilitar una vía de apartadero que enlazase el almacén con la red ferroviaria a través de la propia estación. 
El 15 de enero de 1970 fue clausurado el tramo comprendido entre Linares y Espeluy, hecho que se producía tras el cierre al servicio de pasajeros de la estación de Linares-Zarzuela en 1968. Unos años después RENFE acometió la construcción de una nueva variante ferroviaria situada en las cercanías de la estación —el llamado by-pass de Espeluy—. Hasta ese momento los trenes que hacían el servicio Madrid-Jaén debían invertir su marcha en Espeluy para seguir su camino hasta la capital jiennense, pero con la entrada en servicio del by-pass podían evitar este paso. Con el tiempo, esto contribuyó a reducir la importancia ferroviaria de Espeluy.
Desde enero de 2005, Renfe Operadora explota la línea mientras que Adif es la titular de las instalaciones ferroviarias.

## La estación
Se sitúa al sureste del núcleo urbano de Espeluy a cierta distancia del mismo en una pedanía llamada Estación de Espeluy que creció unida al ferrocarril. El edificio para viajeros es una estructura de base rectangular y planta baja cubierta por un tejado de dos vertientes. Su fachada posee siete vanos en arco de medio punto repartidos entre puertas y ventanas. Dispone de una vía principal (vía 1), cuatro derivadas (vías 2, 4, 6) y seis vías muertas (vías 3, 5, 7, 9, 11 y 13). Sólo las vías 1 y 2 tienen acceso a andén ya que la mayoría de las vías cumplen funciones logísticas; de hecho el recinto cuenta con un muelle de mercancías. Los cambios de andén se realizan a nivel.

## Servicios ferroviarios

### Larga Distancia
Existe un tren diario de largo recorrido Intercity que se detiene en la estación y que une Barcelona-Sants con Sevilla-Santa Justa, vía Valencia. 

### Media Distancia
Los servicios de Media Distancia ofrecen dos conexiones diarias con Sevilla, Córdoba, Jaén y Cádiz. Renfe usa para ello trenes MD. 